# (12383) Eboshi
(12383) Eboshi (1994 TF1) – planetoida z pasa głównego asteroid okrążająca Słońce w ciągu 5,39 lat w średniej odległości 3,07 j.a. Została odkryta 2 października 1994 roku przez dwóch japońskich astronomów K. Endate i K. Watanabe.